# Philosophicum Lech
Het Philosophicum Lech is een filosofisch symposium in Lech am Arlberg in Vorarlberg (Oostenrijk). Het is opgericht ter bevordering van de filosofische, culturele en sociaalwetenschappelijke reflectie, discussie en ontmoeting. Het symposium wordt door Der Spiegel als een van de belangrijkste filosofische bijeenkomsten in het Duitse taalgebied beschouwd.

## Geschiedenis
Het idee voor een filosofische uitwisseling in Lech ontstond in een gesprek tussen burgemeester Ludwig Muxel en de Vorarlbergse schrijver Michael Köhlmeier. De Oostenrijkse filosoof Konrad Paul Liessmann werd daarvoor aangesteld als wetenschappelijk directeur. In 1997 vond het eerste Philosophicum Lech plaats waaraan zo'n 100 bezoekers deelnamen. In recentere jaren telde het evenement meer dan 600 deelnemers. Vanwege zijn inspanningen om wetenschappelijk werk over te brengen op een breed publiek, werd Liessmann door onderwijs- en wetenschapsjournalisten uitgeroepen tot "Wetenschapper van het jaar 2006".

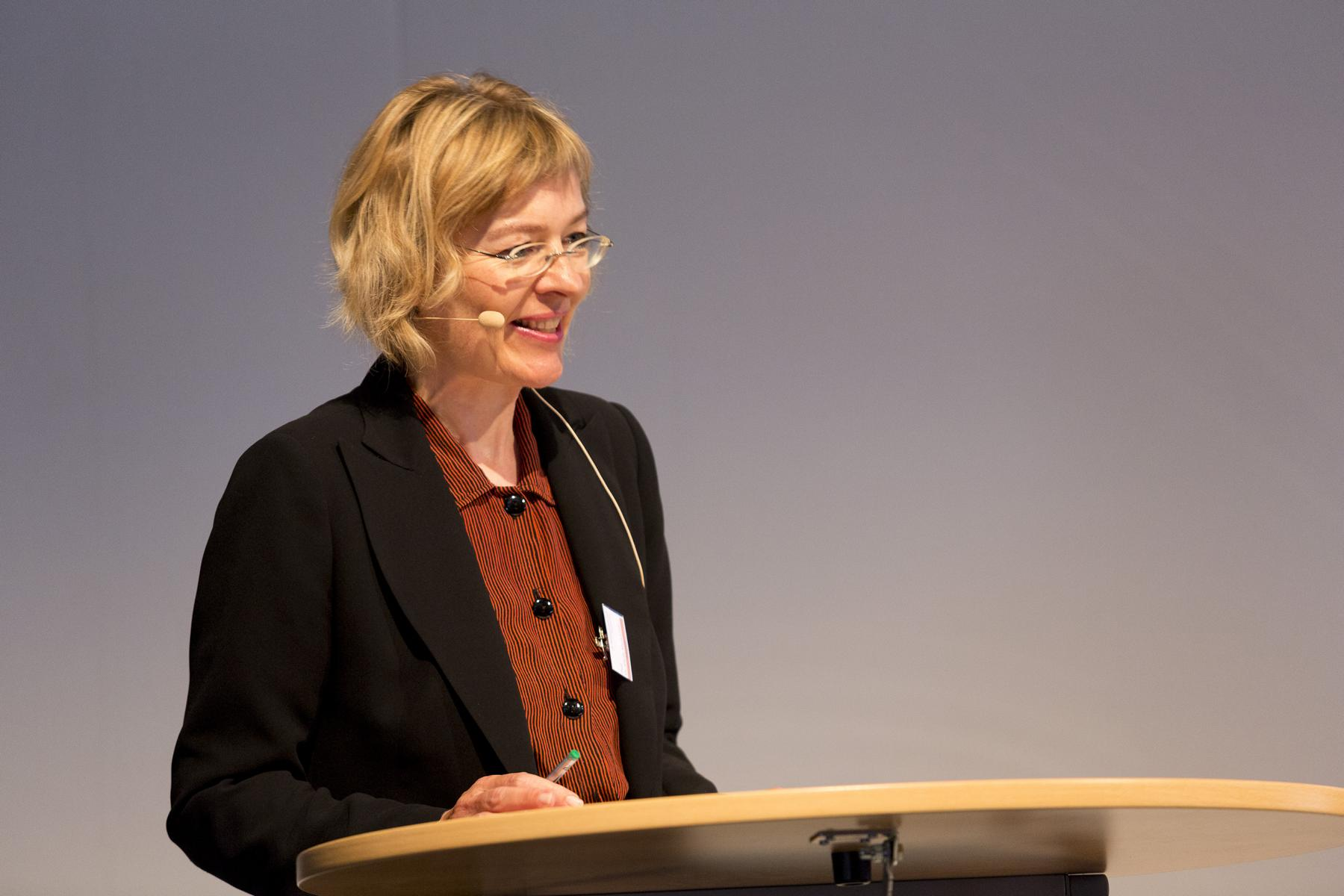
Maria-Sibylla Lotter op het Philosophicum Lech in 2014

## Locatie
De eerste evenementlocatie was het hotel "Die Krone von Lech". Meer dan 100 mensen die geïnteresseerd waren in filosofie kwamen bijeen. Vanaf dat moment kende het symposium een gestaag toenemend publiek en daarom verhuisde het in 1999 vanwege ruimtegebrek naar het “Fux-Restaurant + Bar + Kultur”. Ook daar werden al snel capaciteitslimieten bereikt, met als resultaat dat de Philosophicum Lech vanaf 2003 tweemaal in de "Lech Postgarage" werd gehouden voordat hij zijn huidige bestemming vond in de nieuwe kerk van Lech.

## Tractatus- de prijs voor filosofische essays
In 2009 werd de Tractatus geïntroduceerd. Het is een prijs voor wetenschappelijk proza of een filosofisch essay, begiftigd met een prijzengeld van € 25.000. De prijs wordt toegekend voor uitmuntend Duitstalige publicaties die filosofische vragen in brede zin bespreken. Op een ambitieuze maar begrijpelijke manier moet de auteur centrale onderwerpen van de tijd analyseren en nieuwe perspectieven daarop ontwikkelen, en zo een algehele bijdrage leveren aan een kwalitatief hoogstaand debat van algemeen belang.
Ook al vond de 2020-editie van het evenement vanwege Covid-19 niet plaats, de essayprijs Tractatus wordt wel uitgereikt.

## Onderwerpen
Elk jaar heeft het symposium een centraal thema:
| - 2021: "Alsof! De kracht van fictie" - 2020: uitgesteld tot 2021 vanwege Covid-19 - 2019: "De waarden van de weinige. Elites en democratie" - 2018: "De hel. Culturen van het ondraaglijke" - 2017: "De moed om lui te zijn. Het werk en zijn lot" - 2016: "Over God en de wereld. Filosoferen in moeilijke tijden" - 2015: "Nieuwe mensen! Vorm, optimaliseer, perfectioneer" - 2014: "Misdaad en straf. Na het einde van de verantwoordelijkheid" - 2013: "I. Het individu in zijn netwerken" - 2012: "Dieren. De mens en zijn natuur" - 2011: "De jacht op geluk. Perspectieven en grenzen van een goed leven" - 2010: "De staat. Hoeveel regels heeft een persoon nodig?" - 2009: "De magie van schoonheid. Stimulus, verlangen en vernietiging" | - 2008: "Geld. Wat houdt de wereld bij elkaar in de kern?" - 2007: "De Gretchenfrage: 'Vertel eens, wat vind je van religie?'" - 2006: "De vrijheid van mening" - 2005: "De waarde van de mens. Aan de grenzen van de mens" - 2004: "De wil om te verschijnen. Over waarheid en leugens" - 2003: "Roem, dood en onsterfelijkheid. Over het omgaan met eindigheid" - 2002: "De kanalen van macht. Regel en vrijheid in het mediatijdperk" - 2001: "De sluwe god. Over de toekomst van Eros" - 2000: "De vader van alle dingen. Nadenken over oorlog" - 1999: "De woede van het verdwijnen. Over het lot van het oude in het tijdperk van het nieuwe" - 1998: "In de bedwelming van de zintuigen. Kunst tussen bezieling en ascese" - 1997: "De bloemen van het kwaad. Op de afgrond van de mens" |